# Mario Ercolani
Mario Ercolani (Roma, 6 agosto 1913 – Roma, 27 marzo 2008) è stato un banchiere italiano, direttore generale della Banca d'Italia dal 1976 al 1978.

## Biografia
Nel 1938 fu assunto dalla Banca d'Italia presso il servizio Operazioni Finanziarie. In seguito si spostò al Servizio Studi di cui divenne responsabile nel 1967. Nel 1970 divenne direttore centrale per le attività operative. La sua carriera all'interno dell'istituto proseguì con la nomina a vicedirettore generale nel 1975 e poi a direttore generale nel 1976.
Lasciò il posto nel 1978 a Carlo Azeglio Ciampi, rimanendo consigliere della banca e presidente vicario dell'Istituto Mobiliare Italiano.
Morì nel marzo 2008 a Roma all'età di 95 anni.

## Vita privata
Era sposato con Rosina Provenzani, tra le prime donne italiane a diventare maestra di sci. Due le figlie, Flaminia e Iaia, nazionali azzurre di sci negli anni Settanta.
Nel gennaio 2021 le famiglie Provenzani-Ercolani hanno donato la loro villa "Rosina" al Terminillo alla Fondazione Varrone per farla diventare una casa vacanze per bambini.

## Opere
- (insieme a Franco Cotula), I conti finanziari della Banca d'Italia, Casa editrice Einaudi, 1968